# كون جونغ-تشول
كون جونغ-تشول (هانغل: 권종철) هو لاعب كرة قدم وحكم كرة قدم كوري جنوبي، ولد في 11 سبتمبر 1963.